# François Dupuis
Ne doit pas être confondu avec Charles-François Dupuis.
Pour les articles homonymes, voir Dupuis (homonymie).
François Dupuis est un journaliste et écrivain français né à Montier-en-Der le 27 février 1930 et mort à Clamart le 30 juillet 2000.

## Biographie
Né dans une famille nombreuse et aisée, il passe son enfance dans un petit village marqué par les tensions entre « calotins » et « laïcards ». Appartenant à une famille de notables locaux attachés à la religion, il trouve dans « le journalisme […] une école de liberté » lui permettant « de mener son existence à sa guise » .
Attaché au service société de L'Express où il tient notamment la rubrique aéronautique, il entre au conflit avec Jean-Jacques Servan-Schreiber sur la question du Concorde. Ne supportant plus les attaques de son patron contre l’avion franco-britannique, il quitte L'Express pour entrer Nouvel Observateur en septembre 1972. Il y traite de domaines auxquels il est particulièrement attaché, à savoir les transports aériens  et routiers mais aussi toutes les questions ayant trait à l’urbanisme et l’habitat. Il lui arrive aussi de publier des articles sur le sport et sur la santé, notamment sur l’ordre des médecins ou la drogue.
Proche notamment de Fabien Gruhier et Patrice Lestrohan, il est, avec ce dernier, favorable au lancement du Matin de Paris même s’ils préfèrent tous deux s’abstenir sur la question. Remarqué par Pierre-Marie Doutrelant, il est poussé par ce dernier à devenir  le rédacteur en chef-adjoint du service « Notre Époque » du Nouvel Observateur. Personnage très chaleureux, sans ambition de carrière ni tendance à contester l’autorité, se distinguant par la manière judicieuse qu’il a de critiquer les articles de ses confrères, il apparaît « un peu comme le vieux sage un peu bougon, comme la voie de la raison parmi toutes ces folles du service » .
Au sein de l’équipe, il apparaît comme un « railleur, lucide, généreux […] qui avait gardé intacte sa capacité d'enthousiasme et d'indignation, mais […] qui se méfiait des conformismes et des bons sentiments. D’après Claude Weill, « il n'y avait pas moins gauche caviar que lui mais cela ne l’empêchait d’aimer la chasse, la pêche et la campagne. Confronté à de graves problèmes de santé, il prend sa retraite en 1995. Il publie ses souvenirs d'enfance : Naguère (Mazarine, 2000) et meurt peu de mois après.

## Œuvres
Naguère, éditions Mazarine, 9 février 2000